# Ein Fall für Micky
Ein Fall für Micky ist eine Krimi-Comic-Taschenbuchserie mit Micky Maus als Detektiv, die in 26 Ausgaben von 1994 bis 1995 im Egmont Ehapa Verlag erschien. Das Format der Bände gleicht den Donald Duck-Nebenreihen  Panzerknacker & Co., Onkel Dagobert, Abenteuer Team und Unternehmen Fähnlein Fieselschweif.

## Stil
Diese Reihe lehnt sich stilistisch an Philip Marlowe von Raymond Chandler an und unterscheidet sich dadurch von anderen Micky Maus-Veröffentlichungen vor allem durch die stets düstere Atmosphäre.  Micky arbeitet häufig bei Nacht, manchmal auch bis zum Morgengrauen und nicht selten herrscht Dauerregen, der Mickys allgegenwärtigen Trenchcoat rechtfertigt. Die Themen sind auch ernster und bedrohlicher. Das Schwarze Phantom bedroht mehrmals Entenhausen und plant den Tod von Micky, häufig treten aber unbekannte Figuren als Hauptverbrecher auf. Auch andere Gangster nehmen Mickys und anderer Menschen Tod ohne Skrupel in Kauf, in einem Band plant der Verbrecher sogar eine Versenkung von ganz Entenhausen. Auch der Tod an sich wird thematisiert: So beginnt eine Geschichte damit, dass ein im Sterben liegender Graf seine Verwandten zu sich gerufen hat. Die Ermittlungen finden dann nach dem Tod dieser Figur statt. Solche Themen finden sich z. B. in den Geschichten des Lustiges Taschenbuchs nicht. Auch Korruption unter Richtern und Polizisten spielt mehrmals eine Rolle. Zudem enden manche Folgen auch offen und Micky bleibt mit dem Gefühl einer ständigen Bedrohung zurück.
Die Reihe wurde mit der Hoffnung gestartet, jugendliche und erwachsene Fans zu erreichen, die Micky besonders in seiner beliebten Rolle als Detektiv schätzen. Trotz einiger Anfangserfolge blieb der Umsatz hinter den Erwartungen zurück und so wurde die Serie nach zwei Jahren eingestellt.
Die Zeichner der meisten Geschichten sind Miguel Fernandez Martinez, Joaquín Cañizares Sanchez und Xavier Vives Mateu, die Texter Bob Langhans und Stefan Petrucha.

## Personen
Im Gegensatz zu den meisten Micky Maus-Veröffentlichungen tauchen nur wenige bekannten Personen auf.
- Micky Maus:

Der Protagonist ist in allen Geschichten Micky. Als legendärer Detektiv löst er jeden Fall und deckt jede dunkle Machenschaft auf. Nicht selten überführt er seinen eigenen Auftraggeber. Neben großen Fällen, in denen ganz Entenhausen bedroht wird, zwingt ihn seine chronisch leere Kasse auch, nach verlorenen Katzen zu suchen oder die Tochter eines Industriellen zu bespitzeln. In ganz Entenhausen genießt er einen guten Ruf, auch wenn es mehrmals zeitweilig so aussieht, als sei er selbst ein Verbrecher geworden.
- Minni Maus:

Minni, Mickys Dauerverlobte, ist Reporterin und Fernsehmoderatorin beim Sender ETV. Sie kommt häufig in Geschichten vor, liefert manchmal wertvolle Informationen oder ist der Grund für Mickys Ermittlungen. In manchen Fällen wird sie aufgrund ihrer journalistischen Tätigkeit auch verfolgt und gerät in die Klemme, aus der Micky sie erwartungsgemäß rettet.
- Kommissar Hunter:

Der Kommissar von Entenhausen ist ein guter Freund von Micky und benötigt in fast jeder Folge, in der er auftritt, Mickys Hilfe. In den Geschichten, in denen Micky verdächtigt wird, selber ein Verbrecher zu sein, hält er zu seinem Freund und riskiert damit seinen Job. Zweimal landet Hunter selbst hinter Gittern und ist dann auf Mickys Hilfe angewiesen. Persönlich trägt Hunter selten etwas zur Lösung eines Falles bei und ist eher dann zur Stelle, wenn der überführte Verbrecher verhaftet werden muss.
- Inspektor Issel:

Issel taucht in mehreren Geschichten auf, ist aber selten eine große Hilfe. Etwas neidisch auf Micky bezeichnet er diesen gerne als Amateur. Von allen und auch ihm unerwartet trägt er manchmal durch ein vorschnelles Wort zur Lösung eines Falles bei.
- Das Schwarze Phantom:

Das Schwarze Phantom ist der Erzfeind von Micky. In zahlreichen Geschichten versucht er, die Macht über Entenhausen zu übernehmen oder es zu zerstören. Häufig bringt er Micky in seine Gewalt und versucht ihn, mit verschiedenen und teilweise ausgeklügelten Methoden zu töten, doch ist nie erfolgreich.
Viele weitere bekannte Charaktere wie Goofy, Klarabella Kuh oder auch der eigentliche Gegenspieler von Micky Kater Karlo kommen nicht vor.

## Veröffentlichungen
In den Jahren 1994 und 1995 wurden Geschichten in 26 Bänden herausgegeben. Die meisten Hefte bestehen aus zwei Geschichten, manche aber auch nur aus einer längeren. Wenn zwei Geschichten in einem Heft auftauchen, ist die erste stets die Titelgeschichte und etwas länger.
- Band 1:
  - Vampire des Geistes
  - Das Geheimnis des Kapuzenadlers

- Band 2:
  - Der verschwundene Magier
  - Die Juwelen der Diva

- Band 3:
  - Entführt von Zombies
  - Einer spielt falsch

- Band 4:
  - Das Geheimnis der Statuen
  - Ein Alptraum wird wahr

- Band 5:
  - Dreckige Tricks und schmutzige Taler
  - Das Kabinett des Schreckens

- Band 6:
  - Micky unter Verdacht

- Band 7:
  - Sabotage im Zirkus
  - Das verschwundene Rennpferd

- Band 8:
  - Ein verhängnisvolles Erbe
  - Computerviren

- Band 9:
  - Eine gefahrvolle Rolle
  - Skandal im Rathaus

- Band 10:
  - Das vergessene Verbrechen
  - Lösegeld für eine Geige

- Band 11:
  - Rosemaries Töchter
  - Eine Kamera lügt nie

- Band 12:
  - Das Geheimnis des Grafen
  - Krokomanns Rache

- Band 13:
  - Entenhausen im Würgegriff

- Band 14:
  - Die Rache des Jack Hammer
  - Der Werwolf von Entenhausen

- Band 15:
  - Die Blütenträume des Bankiers
  - Der verschwundene Harmonisierer

- Band 16:
  - Das Rätsel der Briefmarke
  - Der Fall „Fotomodell“

- Band 17:
  - Kampf um die Macht

- Band 18:
  - Die Omega-Bruderschaft
  - Ein anrüchiger Fall

- Band 19:
  - Der Ring der Juwelendiebe
  - Skandal beim Filmfestival

- Band 20:
  - Späte Rache
  - Der Bestseller

- Band 21:
  - Das verräterische Buch
  - Die verschwundene Erbschaft

- Band 22:
  - Der Untergang von Entenhausen

- Band 23:
  - Der Giftmischer
  - Safe über Bord

- Band 24:
  - Die Suche nach Norbert Niemand
  - Der maskierte Rächer

- Band 25:
  - Der Königsdiamant
  - Der Prinz von Sandistan

- Band 26:
  - Spiel mit dem Feuer
  - Sabotage an Weihnachten

### Veröffentlichungen außerhalb der Hauptreihe
- Donald Duck Taschenbuch, Band 492:
  - Die Brüder des Lichts

- Donald Duck Taschenbuch, Band 499:
  - Das Geheimnis der Gebisse

- Lustiges Taschenbuch, Band 207:
  - Der Vampir von Daunenfels

- Lustiges Taschenbuch, Band 222:
  - Die Frau in Zartrosa

- Lustiges Taschenbuch, Band 229:
  - Dem Feuerteufel auf der Spur

- Lustiges Taschenbuch, Band 236:
  - Die rätselhafte Handtasche

- Lustiges Taschenbuch, Band 389:
  - Im Bann des Phantoms

Die Geschichte „Future Imperfect“ wurde bisher nicht veröffentlicht.
Nachdrucke der Fälle finden sich zudem in mehreren Sonderausgaben wie Lustiges Taschenbuch Spezial.